# Anioł Ciepła
Anioł Ciepła (Tarnowski Anioł Ciepła) – wyróżnienie przyznawane od roku 2008 przez tarnowski magistrat osobom i instytucjom działającym na rzecz potrzebujących i rozsławiającym Tarnów.
Statuetka została zaprojektowana przez Arletę Kocoł. Na rzeźbie wręczanej przez prezydenta miasta Tarnowa widnieje napis „Daj bliskim swoje ciepło”.

## Nagrodzeni
- Agata Mróz-Olszewska (polska siatkarka, reprezentantka Polski; wyróżnienie przyznane w Dzień Matki 2008 r.)[1]
- ks. Przemysław Pasternak (kompozytor, dyrygent)
- Jacek Janis (pierwszy dawca szpiku kostnego z Tarnowa)[2]
- Wojciech Seweryn (plastyk) (twórca Pomnika Ofiar Katynia w Niles),
- Zarząd Regionu Małopolska NSZZ „Solidarność”
- tarnowskie Koło PSOUU (z okazji Jubileuszu 35-lecia działalności Koła)[3]
- Ojcowie Bernardyni (w 550. rocznicę przybycia ich do Tarnowa)[4]
- Stowarzyszenie Siemacha podczas uroczystego otwarcia placówki dla dzieci przy Gemini Park Tarnów, 6 listopada 2010
- Maria Pulnik (wieloletnia nauczycielka j. polskiego w tarnowskiej SP nr 15; statuetkę otrzymała w trakcie uroczystości z okazji 50-lecia SP im. gen. Józefa Bema)[5]
- prof. dr hab. Aleksander Wilkoń – wykładowca w Zakładzie Filologii Polskiej w PWSZ w Tarnowie (lipiec 2013 r.)